# Nicolas Devilder
Nicolas Aymeric Devilder (ur. 25 marca 1980 w Dax) – francuski tenisista.

## Kariera tenisowa
Karierę zawodową Devilder rozpoczął w 2000 roku, a zakończył w 2013 roku.
W grze pojedynczej wygrał dziewięć turniejów rangi ATP Challenger Tour.
W grze podwójnej Francuz ma w swoim dorobku jeden tytuł w zawodach z cyklu ATP World Tour, w Bukareszcie wywalczony w 2008 roku. Będąc wówczas w parze z Paulem-Henrim Mathieu pokonali w finale duet Mariusz Fyrstenberg–Marcin Matkowski.
W rankingu gry pojedynczej Devilder najwyżej był na 60. miejscu (8 września 2008), a w klasyfikacji gry podwójnej na 197. pozycji (23 marca 2009).

### Finały w turniejach ATP World Tour
| Legenda                       |
| Wielki Szlem                  |
| Tennis Masters Cup            |
| ATP Masters Series            |
| Igrzyska olimpijskie          |
| ATP International Series Gold |
| ATP International Series      |

#### Gra podwójna (1–0)
| Końcowy wynik | Nr | Data             | Turniej   | Nawierzchnia | Partner            | Przeciwnicy                          | Wynik finału          |
| ------------- | -- | ---------------- | --------- | ------------ | ------------------ | ------------------------------------ | --------------------- |
| Zwycięzca     | 1. | 14 września 2008 | Bukareszt | Ceglana      | Paul-Henri Mathieu | Mariusz Fyrstenberg Marcin Matkowski | 7:6(4), 6:7(9), 22–20 |